# Albrecht Mayer

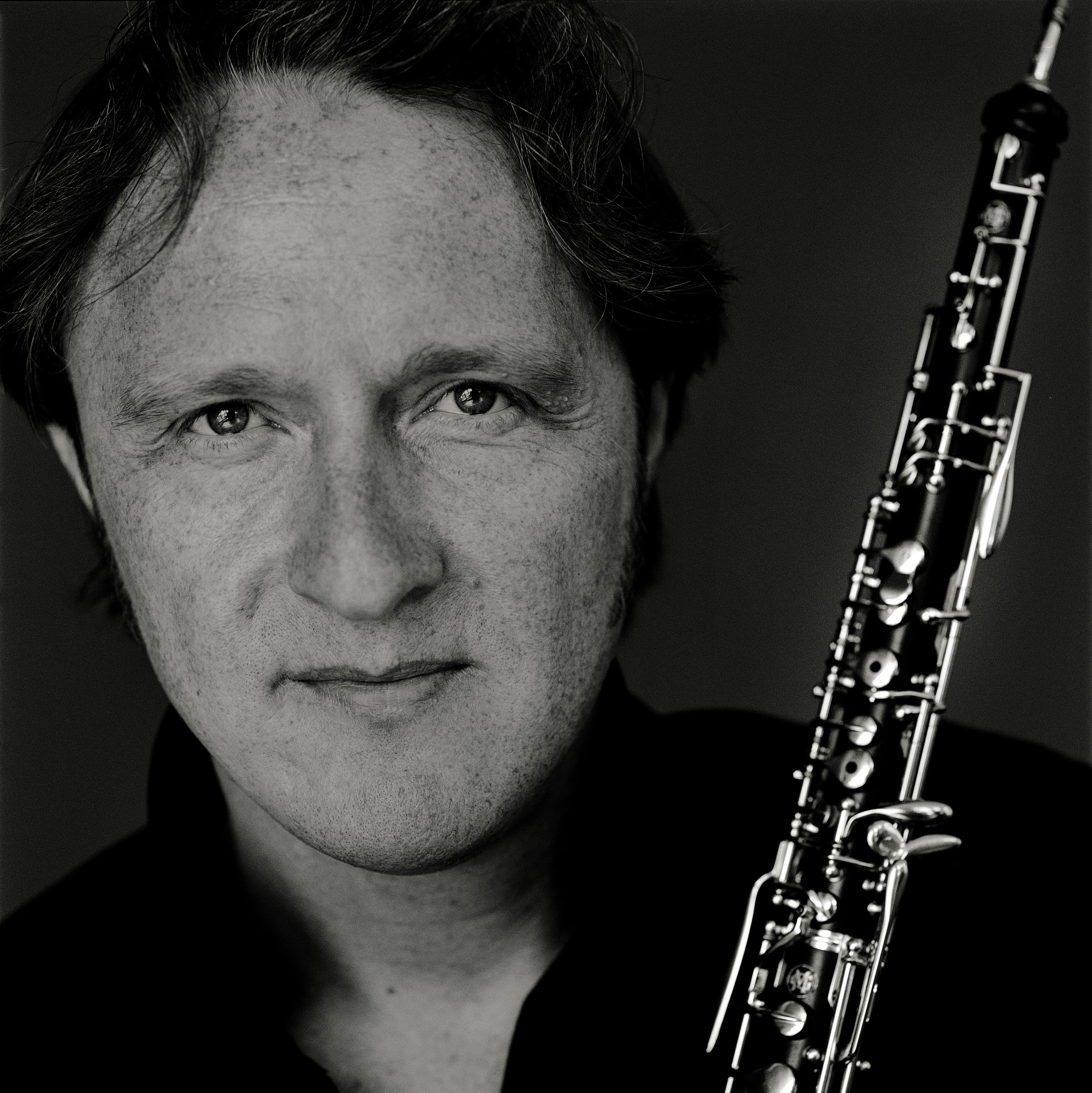
Albrecht Mayer, Fotografie von Mat Hennek

Albrecht Mayer (* 3. Juni 1965 in Erlangen) ist ein deutscher Oboist.

## Leben
Als Schüler gehörte Mayer dem Kreis um den Bamberger Dirigenten und Chorpädagogen Fritz Braun an, der „als dessen Mentor [...] gelten darf“. Nach dem Studium bei Gerhard Scheuer, Maurice Bourgue, Georg Meerwein und Ingo Goritzki sowie seiner Mitgliedschaft beim Bayerischen Landesjugendorchester wurde Albrecht Mayer 1990 Solo-Oboist der Bamberger Symphoniker. Seit 1992 ist er in gleicher Position bei den Berliner Philharmonikern tätig.
Als Solist hat er etliche CDs veröffentlicht. Es entstanden Aufnahmen mit den Berliner Barocksolisten, dem Bläserensemble Sabine Meyer und dem Mahler Chamber Orchestra. Auf der Suche nach seinem Klangideal gründete er das Ensemble New Seasons. Neben Solo-Projekten widmet er sich auch der Kammermusik, dabei sind seine Partner u. a. Nigel Kennedy und Hélène Grimaud. Begleitet von den Berliner Barocksolisten gab Albrecht Mayer im November 2007 sein Debüt in der New Yorker Carnegie Hall. 2008 war er Artiste Étoile beim Lucerne Festival. Albrecht Mayer spielte ebenso Werke mit seiner Oboe, die für andere Instrumente geschrieben worden sind. Beispiele sind seine CD Lieder ohne Worte mit Bach-Transkriptionen sowie sein Album New Seasons mit Händel-Transkriptionen, die sogar den Sprung in die deutschen Popmusik-Charts schafften. Seine CD Auf Mozarts Spuren mit dem Mahler Chamber Orchestra und Claudio Abbado hielt sich über Monate in den Deutschen Klassik-Charts und wurde zudem in die Bestenliste der Deutschen Schallplattenkritik aufgenommen.
Mayer spielte früher auf einer Green-Line-Oboe des französischen Herstellers Buffet Crampon, seit 2009 auf einer von ihm mit dem Instrumentenbauer Ludwig Frank entwickelten, von der Firma Gebrüder Mönnig hergestellten Oboe bzw. Oboe d’amore.

## Auszeichnungen
- 2004: Echo Klassik in der Kategorie Instrumentalist
- 2006: E.-T.-A.-Hoffmann-Preis
- 2008: Echo Klassik in der Kategorie Beste DVD für sein Album New Seasons
- 2010: Echo Klassik in der Kategorie Instrumentalist des Jahres für sein Album Bach
- 2010: Kulturpreis der Oberfrankenstiftung
- 2022: Opus Klassik in der Kategorie Konzerteinspielung mit der Deutschen Kammerphilharmonie Bremen[3]

## Diskografie

### Alben
| Jahr | Titel                                                | Höchstplatzierung, Gesamtwochen, AuszeichnungChartsChartplatzierungen (Jahr, Titel, Platzierungen, Wochen, Auszeichnungen, Anmerkungen) | Anmerkungen |
| Jahr | Titel                                                | DE | Anmerkungen |
| ---- | ---------------------------------------------------- | --- | --- |
| 2006 | New Seasons – Händel für Oboe und Orchester          | DE85 (1 Wo.)DE | Erstveröffentlichung: 18. August 2006 Deutsche Grammophon                                                                   |
| 2008 | In Venedig                                           | DE43 (6 Wo.)DE | Erstveröffentlichung: 15. August 2008 Decca                                                                                 |
| 2009 | Bach (Werke für Oboe, Chor & Orchester)              | DE87 (2 Wo.)DE | Erstveröffentlichung: 18. September 2009 Decca                                                                              |
| 2010 | Bonjour Paris                                        | DE69 (1 Wo.)DE | Erstveröffentlichung: 20. August 2010 Decca; mit Academy of St Martin in the Fields unter der Leitung von Mathias Mönius    |
| 2015 | Lost and Found                                       | DE70 (4 Wo.)DE | Erstveröffentlichung: 13. Februar 2015 Deutsche Grammophon; mit der Kammerakademie Potsdam                                  |
| 2015 | Bach: Konzerte und Transkriptionen                   | DE92 (1 Wo.)DE | Erstveröffentlichung: 16. Oktober 2015 Deutsche Grammophon                                                                  |
| 2016 | Ein Wintermärchen - Weihnachtslieder aus Deutschland | DE25 (5 Wo.)DE | Erstveröffentlichung: 25. November 2016 mit Max Raabe, Gregor Meyle, Katharina Thalbach, Cassandra Steen & Thomas Quasthoff |
| 2021 | Mozart: Works for Oboe and Orchestra                 | DE7 (5 Wo.)DE | Erstveröffentlichung: 9. April 2021 mit Vital Julian Frey & Deutsche Kammerphilharmonie Bremen                              |

Weitere Alben
- 1999: Debut – Albrecht Mayer (Werke für Oboe, Oboe d’amore und Englischhorn) (EMI)
- 2002: Clair de lune (Tudor)
- 2003: Lieder ohne Worte (Bach für Oboe & Orchester) (Deutsche Grammophon)
- 2004: Auf Mozarts Spuren (Deutsche Grammophon)
- 2007: Die Oboe (Deutsche Grammophon)
- 2012: Schilflieder (Decca)
- 2017: Tesori d’Italia (Deutsche Grammophon)
- 2019: Longing for Paradise (mit den Bamberger Symphonikern, Deutsche Grammophon)
- 2021: Mozart (mit der Deutschen Kammerphilharmonie Bremen)

### Gastbeiträge
| Jahr | Titel Album    | Höchstplatzierung, Gesamtwochen, AuszeichnungChartsChartplatzierungen (Jahr, Titel, Album, Platzierungen, Wochen, Auszeichnungen, Anmerkungen) | Anmerkungen  |
| Jahr | Titel Album    | DE | Anmerkungen  |
| ---- | -------------- | --- | ------------ |
| 2013 | Swan Lake Opus | DE57 (2 Wo.)DE | mit Schiller |

## Bücher
- mit Heidi Friedrich: Klangwunder: Wie die Kraft der Musik mich geheilt hat. adeo Verlag, Aßlar 2022, ISBN 978-3-86334-345-3.
- mit Heidi Friedrich: The Wonder of Sound: Caritatebooks, Darlington 2025, ISBN 978-1-9151981-5-0